# Нікішин Олександр Олександрович
Олександр Олександрович Нікішин (2 жовтня 2001 , Орел ) — російський хокеїст, захисник. Виступає за СКА (Санкт-Петербург) у Континентальній хокейній лізі.

## Статистика

### Міжнародна статистика
| Рік                | Команда            | Турнір             | Місце              | І | Г | П | О | ШХ |
| ------------------ | ------------------ | ------------------ | ------------------ | - | - | - | - | -- |
| 2022               | ОКР                | ОІ                 | 2                  | 6 | 0 | 0 | 0 | 4  |
| Національна збірна | Національна збірна | Національна збірна | Національна збірна | 6 | 0 | 0 | 0 | 4  |